# モンモン・トト・マイテ
モンモン・トト・マイテ (英語: Mongmong-Toto-Maite,チャモロ語: Mong Mong-Totu-Maiti) はハガニアの東に位置するモンモンとトトとマイテの3つの村落を含んだグアムの基礎自治体である。
モンモンはハガニア沼のそばにあり、トトはバリガダの北東にある。マイテはアガナ湾やフィリピン海を臨む崖上にある。